# 華盛頓 (新罕布什爾州)
華盛頓（英語：Washington）是一個位於美國新罕布什爾州沙利文縣的鎮。

## 人口
根據2020年美國人口普查的數據，華盛頓的面積為123.50平方千米，當中陸地面積為118.40平方千米，而水域面積為5.10平方千米。當地共有人口1192人，而人口密度為每平方千米10人。